# سینما رادیوسیتی
سینما رادیوسیتی یکی از سینماهای تهران، ایران بود که توسط حیدر غیایی طراحی و در ۲۷ شهریور ۱۳۳۷ افتتاح شد. با وجود بمب‌گذاری سال ۱۳۵۲ سینما همچنان فعال بود اما در آبان ۱۳۵۷ به آتش کشیده شد و پس از آن تعطیل گشت. این سینما پس از انقلاب ۱۳۵۷ مصادره شد و اکنون متروکه است. در بهمن ماه ۱۳۹۶، ساختمان سینما پس از بررسی کارشناسان سازمان میراث فرهنگی در فهرست آثار ملی قرار گرفت.
رادیوسیتی به سبک معماری گوگی ساخته شده بود و نمای بیرون آن با چراغ‌های نئون آن را به یکی از مدرن‌ترین سینماهای ایران تبدیل کرده بود. این سینما یکی از پربیننده‌ترین سینماهای تهران بود که غالباً فیلم‌های آمریکایی پخش می‌کرد.

## معماری

نمای بیرونی رادیوسیتی

رادیوسیتی همچون سینما مولن روژ، کاخ سنا و هتل هیلتون توسط حیدر غیایی که از پیشگامان معماری مدرن ایران بود طراحی و در ۲۷ شهریور ماه سال ۱۳۳۷ در خیابان پهلوی تهران با حضور نمایندگان مجلس وقت افتتاح شد. معماری نمای ورودی سینما به سبک گوگی طراحی شد و در طراحی آن از فرم‌های منحنی و مستقیم استفاده شده بود. چراغ‌های نئون قرمز رنگی بر روی نمای بیرونی ساختمان این سینما نصب شده بودند که شب‌ها روشن می‌شدند و جلوه‌ای مدرن به سینما می‌دادند.
دیوار نمای غربی سینما به شکل منحنی است که از قسمت پایینی سقف طبقه دوم شروع می‌شود و به شکل کنسول به سمت پیاده‌روی خیابان ولی‌عصر پیش آمده‌است. همچنین هنگامی که از کناره‌ها به سینما نگاه می‌شود، نمای بیرونی، حالت مقعری شکل دارد که برآمدگی‌های آن از لبه پشت بام قابل مشاهده است.
درهای ورودی سینما از سمت خیابان پهلوی باز می‌شدند و تماماً شیشه‌ای بودند. سالن انتظار، دارای چندین ستون بزرگ مرمرین بود که با ظرافت تراشیده شده بودند. پلکان مارپیچی‌شکل زیبایی این سالن را به بالکن سالن نمایش فیلم که در طبقه دوم قرار داشت، متصل می‌کرد. کف سالن نیز با سنگ مرمر پوشیده شده بود. در معماری سینما از شیشه به صورت گسترده‌ای استفاده شده‌است، ضلع غربی و در ورودی از کف سالن تا سقف شیشه‌ای بودند، به گونه‌ای که پلکان مارپیچ و مردمی که داخل سینما حضور داشتند از بیرون سینما پیدا بودند.

## ویژگی‌ها

نمایی از سالن، بالکن و جایگاه ویژه سینما

رادیوسیتی داری یک سالن اصلی بزرگ بود و بالکنی بالای آن قرار داشت که مانند استادیوم طراحی شده بود. این سینما دارای بخش افراد ویژه هم بود که در گوشهٔ سمت چپ سالن اصلی قرار داشت و ورودی آن از ورودی سایر تماشاگران مجزا بود. این ورودی تماشاگران را به طبقه اول هدایت می‌کرد تا از آنجا به تماشای فیلم بپردازند. از جمله افراد مشهوری که در بخش افراد ویژه این سینما به تماشای فیلم نشسته‌است، فرح پهلوی بوده‌است.
ظرفیت سالن سینما ۱٬۴۰۰ نفر بود و صندلی‌هایش از جنس مخمل قرمز بودند. تماشاگران می‌توانستند به راحتی روی صندلی‌ها تکیه دهند و بر پردهٔ سینما مسلط باشند. عرض پردهٔ نمایش چهارده و نیم متر بود.
رادیوسیتی یکی از پربیننده‌ترین سینماهای تهران بود که از اواخر دههٔ ۳۰ فیلمهای روشنفکرانه اکران می‌کرد. بیشتر فیلمهای اکران‌شده در آن آمریکایی بودند. این سینما، محلی برای اجتماع طبقات مرفه جامعه و قرار گذاشتن دختران و پسران بود که با لباس‌های رسمی و کت و شلوار، کراوات و کلاه شاپو در آن جمع می‌شدند. گاهی بلیت آن در بازار سیاه به دو برابر قیمت فروخته می‌شد و به دلیل ازدحام جمعیت، گاهی پلیس نیز دخالت می‌کرد و مردم را پراکنده‌می‌ساخت. سانس ۱۱ صبح روزهای جمعه این سینما بسیار شلوغ بود و جوانان تهرانی با لباس‌های مد روز و شیک برای دیدن فیلم در جلوی آن صف می‌کشیدند.

## اکران‌های مشهور
رادیوسیتی با نمایش فیلم فرانسوی-ایتالیایی گوهرفروشان مهتاب با بازی بریژیت باردو محصول سال ۱۹۵۸ افتتاح شد. بیش‌تر فیلم‌های اکران شده در این سینما، ساختهٔ هالیوود بودند. فیلم‌های بربادرفته، ویولون‌زن روی بام، شهرستان رینتری، بیست هزار فرسنگ زیر دریا، داستان وست ساید، شکوه علفزار، زنان عاشق‌پیشه، پرنده شیرین جوانی، پرندگان، خشت و آینه و شب برخی از فیلم‌های خارجی مشهوری بودند که در این سینما به نمایش درآمدند.
ابراهیم گلستان برای نمایش خشت و آینه، رادیوسیتی را به مدت یک ماه اجاره کرد. این فیلم در ۲۹ دی ماه ۱۳۴۴ به مدت سه هفته در این سینما به نمایش درآمد ولی مخاطب چندانی نداشت.
اولین فیلم سه‌بعدی که در تهران به نمایش درآمد، در سینما رادیوسیتی به نمایش گذاشته شد. این فیلم که محصول سال ۱۹۶۶ ایالات متحدهٔ آمریکا و به سبک علمی–تخیلی بود، حباب نام داشت
این سینما از جمله سینماهای نمایش‌دهندهٔ فیلم‌های جشنوارهٔ بین‌المللی فیلم تهران بود که تا پیش از انقلاب در ایران برگزار می‌شد.
در نمایش فیلم چهار سوار سرنوشت که در تاریخ ۲۵ امرداد ۱۳۴۱ انجام شد، فرح پهلوی به دعوت از انجمن طرفداران تربیت پیشاهنگی در جایگاه ویژه سینما رادیوسیتی حضور داشت و به تماشای این فیلم نشست.

## حوادث و تعطیلی

سینما رادیوسیتی اوایل انقلاب۱۳۵۷

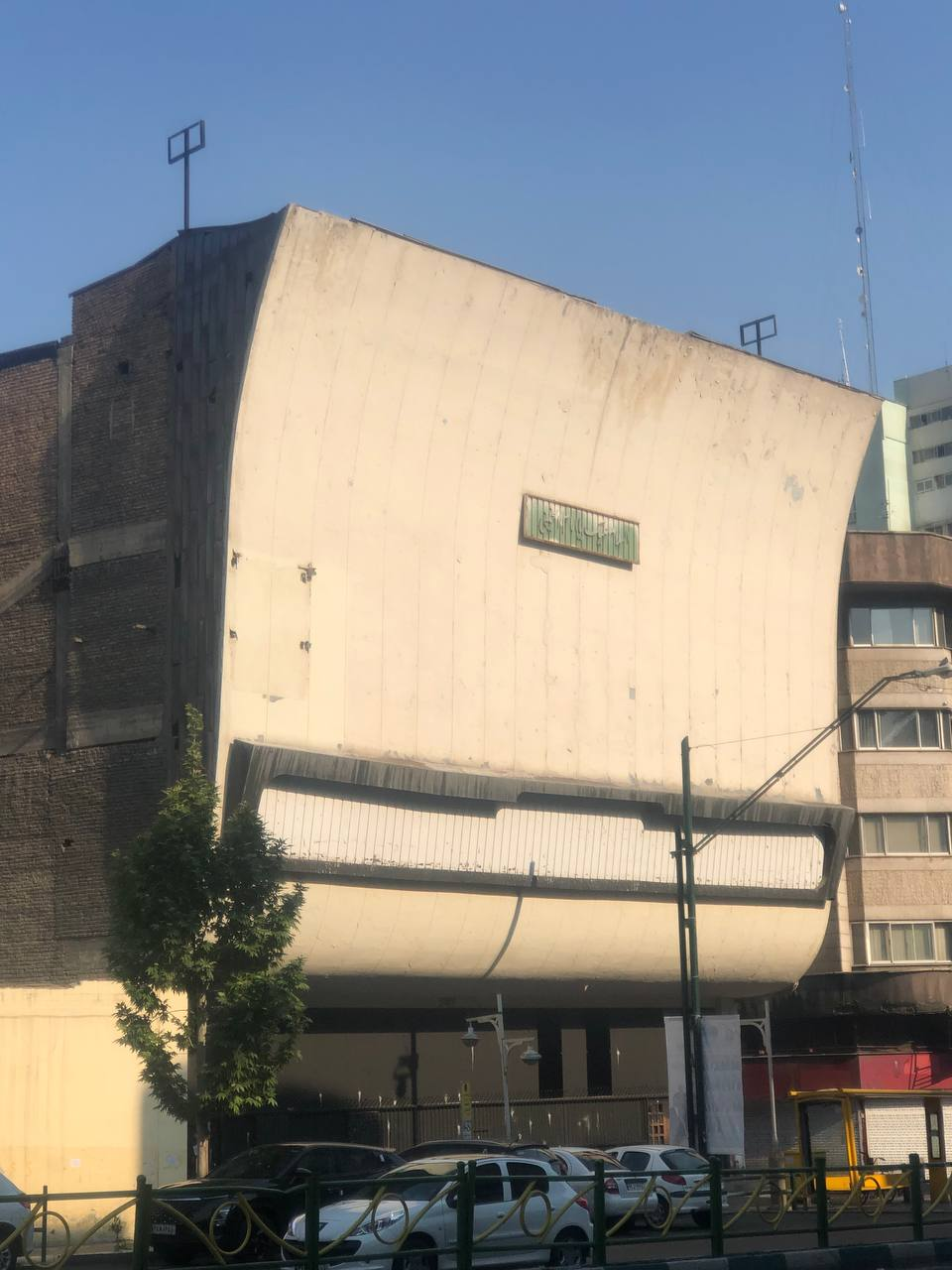
ساختمان متروکه سینما در اردیبهشت ۱۴۰۳

در سال ۱۳۴۴ و در هنگام نمایش فیلم پرندگان به کارگردانی آلفرد هیچکاک، تعدادی کبوتر توسط تماشاچیان از بالکن سینما به هوا پرواز داده شدند که موجب اختلال و به هم ریختگی در نظم سالن سینما شد. چراغ‌ها روشن شدند و نمایش فیلم برای مدتی متوقف گردید. این کار موجب ورود مدیریت سینما و پاسبان‌ها به داخل سالن سینما شد.
در تیرماه سال ۱۳۵۲ حادثهٔ بمب‌گذاری توسط سازمان مجاهدین خلق در سینما اتفاق افتاد و تعدادی از صندلی‌های آن در اثر انفجار بمب آتش‌زا در آتش سوختند؛ ولی تا سال ۱۳۵۷ که انقلاب ایران رخ داد، سینما تعطیل نشد و همچنان دایر بود.
سینما رادیوسیتی در جریان انقلاب ایران و در حوادث آبان‌ماه سال ۱۳۵۷ همچون سینماهای کاپری، سینه موند و مولن روژ به آتش کشیده شد. گروهی حدوداً چهل نفری با چوب و چماق به آن حمله کردند شیشه‌ها و لامپ‌های نئونش را شکستند و تخریبش کردند. رادیوسیتی همچون سینماهای آتلانتیک، شهر فرنگ، شهر قصه و گلدن سیتی جزو اولین سینماهایی بود که پس از انقلاب ۱۳۵۷ مصادره شدند و هم‌اکنون در مالکیت بنیاد حفظ آثار و نشر ارزشهای دفاع مقدس قرار دارد. این سینما در سال‌های دههٔ ۶۰ برای مدتی تغییر کاربری داد و به داروخانه تبدیل شد که آن نیز پس از مدتی تعطیل شد. این سینما که در حال حاضر ساختمان آن مخروبه شده‌است، در خیابان ولی‌عصر، نرسیده به میدان ولی‌عصر، نبش کوچهٔ گیلان قرار دارد.

## رادیوسیتی در شهرهای دیگر
پیش از انقلاب ۱۳۵۷، سینماهایی به همین نام در شهرهای بزرگ ایران ساخته شده بودند:

### سینما رادیوسیتی رشت
سینما رادیوسیتی رشت در سال ۱۳۴۴ در سبزه میدان رشت ساخته شد و در نوروز ۱۳۴۵ با نمایش فیلم هوس و دختر تنها افتتاح گردید. این سینما پس از انقلاب به سینما ۲۲ بهمن تغییر نام داد. در حال حاضر این سینما دارای دو سالن نمایش فیلم و ۹۰۰ عدد صندلی است و به عنوان بزرگ‌ترین سینمای شهر رشت شناخته می‌شود.

### سینما رادیوسیتی مشهد
سینما رادیوسیتی مشهد در سال ۱۳۳۸ در خیابان خسروی مشهد توسط محمد اسکوئیان تأسیس شد. در آن زمان، رادیوسیتی تنها سینمایی در مشهد بود که علاوه بر طبقه همکف دارای بالکن هم در طبقه بالا بود. بهای بلیط ورودی آن ۱۲ ریال بود. پس از ۳ سال به نام سینما سانترال تغییر نام داد و بازگشایی شد. پس از انقلاب، این سینما مصادره شد و با نام سینما انقلاب دوباره آغاز به کارکرد. در تاریخ ۹ خرداد ۱۳۷۱ به دلیل آتش‌سوزی، پس از ۳۳ سال فعالیت تعطیل شد. گنجایش این سینما ۵۲۸ صندلی بود.

## در فرهنگِ عامّه
در رمان‌های سفر شب و طوطی قهرمانِ رمان به تماشای فیلم در این سینما می‌رود.
شهیار قنبری در قسمتی از ترانهٔ «دست‌ها» اینگونه به آن اشاره می‌کند:
محمدعلی سپانلو نیز در شعر مسابقات از رادیوسیتی در کنار مولن‌روژ و آسیا نام می‌برد:
در خرداد ماه سال ۱۳۹۴ محمد رحمانیان، نمایشی را با عنوان «سینماهای من» بر روی صحنه برد که در اپیزود سوم آن به رادیوسیتی به عنوان یکی از پاتوق‌های روشنفکری آن زمان می‌پردازد.

## بازسازی
در سال ۱۳۸۸ مقرر گردید سینما رادیوسیتی توسط شهرداری تهران بازسازی شود و به نام «مجتمع فرهنگی سوم خرداد» نامگذاری شود. این مجتمع که مکانی برای علاقه‌مندان به فرهنگ دفاع مقدس است شامل سه سالن و یک کتاب‌فروشی خواهد بود.

## نگارخانه

پلکان مارپیچ برای ورود به بالکن سینما
نمایی از صندلی‌ها و پرده‌های داخل سالن
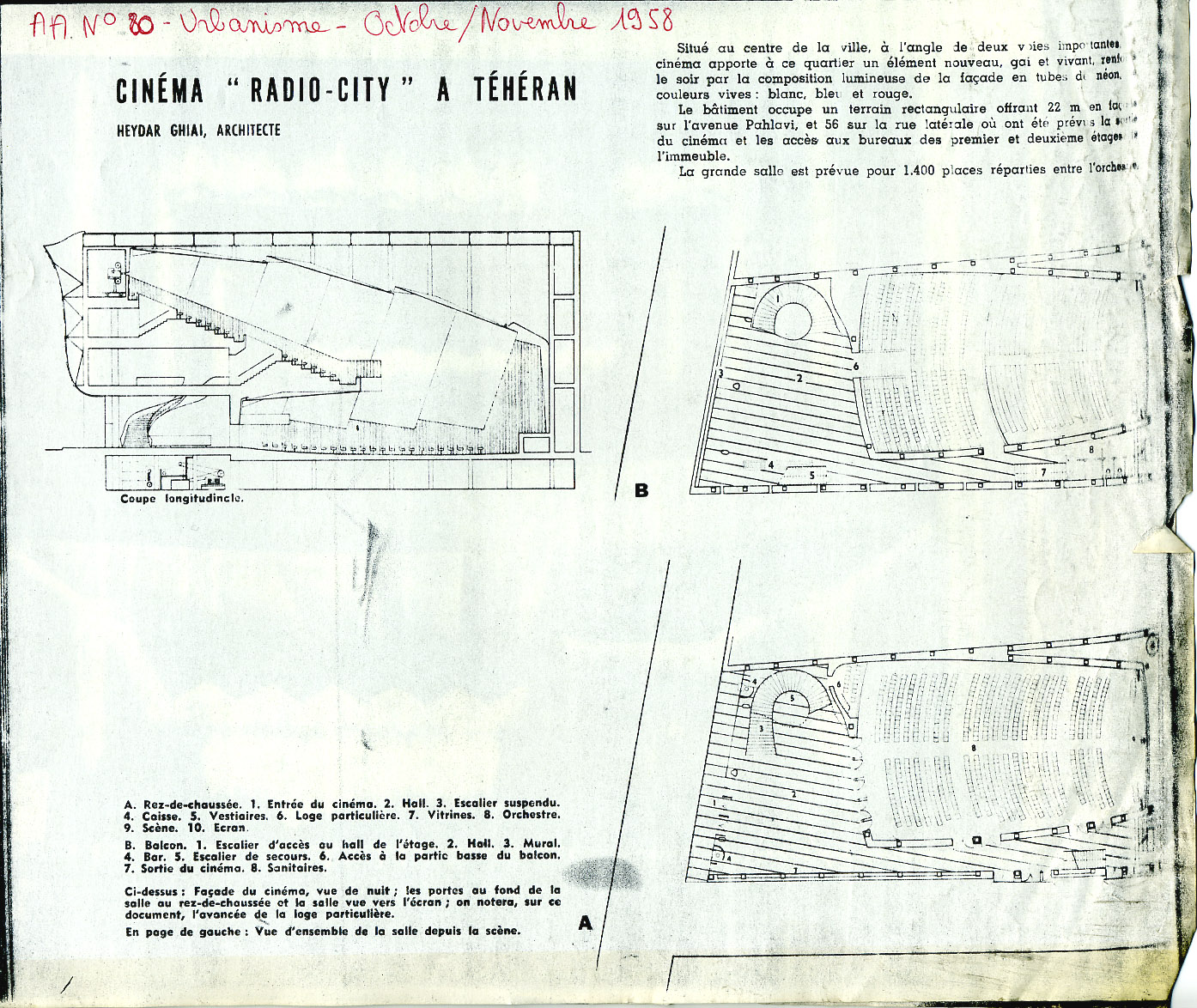
پلان‌ها و مقطع

### فارسی
1. 1 2  «سینما رادیو سیتی تهران». وبگاه معماری معاصر ایران. بایگانی‌شده از روی نسخه اصلی در ۳ آوریل ۲۰۱۸. دریافت‌شده در ۶ مارس ۲۰۱۸.
2. ↑  «۶۴ اثر و محوطه تاریخی ثبت ملی شد». ایرنا. ۷ بهمن ۱۳۹۶. بایگانی‌شده از روی نسخه اصلی در ۳ آوریل ۲۰۱۸. دریافت‌شده در ۱۵ فروردین ۱۳۹۷.
3. ↑  «سینماهای قدیمی تهران +عکس». سایت خبری تحلیلی شفاف. ۱۰ دی ۱۳۹۳. بایگانی‌شده از روی نسخه اصلی در ۳ آوریل ۲۰۱۸. دریافت‌شده در ۱۵ فروردین ۱۳۹۷.
4. ↑  «حیدرخان غیایی در روایت میرعمادی». معمارنت. ۲۹ اوت ۲۰۱۳. بایگانی‌شده از روی نسخه اصلی در ۳ آوریل ۲۰۱۸. دریافت‌شده در ۶ مارس ۲۰۱۸.
5. 1 2 3 4 5  «بزودی نمایش مشهورترین آثار سینمائی جهان در سینمای مدرن رادیو سیتی آغاز خواهد شد». مجله اطلاعات هفتگی، سال ۱۳۳۷. به نقل از «تونل زمان - رقص ایرانی، ایرج قادری، آرایشگاه خیا» بایگانی‌شده  در ۳ آوریل ۲۰۱۸ توسط Wayback Machine. من و تو. بازبینی‌شده در ۳ آوریل ۲۰۱۸.
6. ↑  «از متروپل تا گلدن سیتی/ یادی از معماران شاخص سینماهای تهران». هنر آنلاین. ۲۱ شهریور ۱۳۹۴. بایگانی‌شده از روی نسخه اصلی در ۳ آوریل ۲۰۱۸. دریافت‌شده در ۱۵ اسفند ۱۳۹۶.
7. ↑  «شهبانوی ایران در سینما رادیو سیتی». کیهان. ش. ۵۷۲۶. وبگاه انقلاب اسلامی. ۲۵ مرداد ۱۳۴۱. ص. ۱۶. بایگانی‌شده از روی نسخه اصلی در ۴ آوریل ۲۰۱۸. دریافت‌شده در ۳ آوریل ۲۰۱۸.
8. ↑  صدیقی، علی (۱۹ مه ۲۰۱۶). «خاطرات زندگی بیست ساله یک زن ژاپنی در ایران». هفته‌نامه شهروند. بایگانی‌شده از اصلی در ۳ آوریل ۲۰۱۸. دریافت‌شده در ۳ آوریل ۲۰۱۸.
9. ↑  «توقع مخاطبان سینما کم شده‌است». شرق. مگ‌ایران. ۳۰ فروردین ۱۳۹۰. ص. ۱۴. دریافت‌شده در ۳ آوریل ۲۰۱۸.
10. ↑  «پاتوق چند نسل». نسیم هراز آنلاین. ۲۲ دی ۱۳۸۶. بایگانی‌شده از اصلی در ۱۸ ژوئن ۲۰۱۵.
11. ↑  «بالاخره یک نفر جواب گلستان را داد». فرهنگ امروز. ۲۳ خرداد ۱۳۹۴. بایگانی‌شده از روی نسخه اصلی در ۳ آوریل ۲۰۱۸. دریافت‌شده در ۱۵ ژوئن ۲۰۱۵.
12. ↑  وزیری، خسرو (۱ اوت ۲۰۱۱). «صفحه نخست». نشر اینترنتی پوشه. بایگانی‌شده از اصلی در ۱۶ فوریه ۲۰۱۶. دریافت‌شده در ۶ مارس ۲۰۱۸.
13. ↑  رستمی، شهلا (۱۰ دسامبر ۲۰۱۲). ««رقص پائیزی» در زمستان از زمستان دیگری حکایت می‌کند». رادیو بین‌المللی فرانسه. بایگانی‌شده از روی نسخه اصلی در ۳ آوریل ۲۰۱۸. دریافت‌شده در ۲۳ فوریه ۲۰۱۶.
14. ↑  «دهه ۴۰؛ سینما رادیو سیتی «شب» آنتونیونی». ۲۲ آبان ۱۳۹۶. بایگانی‌شده از اصلی در ۱۵ فروردین ۱۳۹۷. دریافت‌شده در ۱۵ اسفند ۱۳۹۶.
15. ↑  نوری، پرویز. سپید و سیاه، ش. ۶۴۳ (۱۷ دی ۱۳۴۴). به نقل از جیرانی، فریدون. سرنوشت فیلم فارسی (۵۷–۱۳۴۰) بایگانی‌شده  در ۳ آوریل ۲۰۱۸ توسط Wayback Machine. نقد سینما (پرتال جامع علوم انسانی)، ش. ۳ (پاییز ۱۳۷۳): ۴۲.
16. ↑  «اکران موفق فیلم‌های مخاطب خاص در گرو ایجاد پاتوق‌های فرهنگی». بانی‌فیلم. ۲۵ فروردین ۱۳۹۵. بایگانی‌شده از روی نسخه اصلی در ۴ آوریل ۲۰۱۸. دریافت‌شده در ۱۵ فروردین ۱۳۹۷.
17. ↑  «جواب آن تنهایی را چه کسی می‌دهد». اعتماد. مگ‌ایران. ۴ تیر ۱۳۹۲. ص. ۷. دریافت‌شده در ۳ آوریل ۲۰۱۸.
18. ↑  «ساخت «لاک‌پشتی» و تخریب «خرگوشی» سالن‌های سینما». ایلنا. ۶ دی ۱۳۹۳. بایگانی‌شده از روی نسخه اصلی در ۳ آوریل ۲۰۱۸. دریافت‌شده در ۱۵ اسفند ۱۳۹۶.
19. ↑  طوسی، جواد (۲۳ فروردین ۱۳۹۵). «در جستجوی جهانی شدن». شرق. مگ‌ایران. ص. ۱۴.
20. ↑  «فرح پهلوی در سینما رادیوسیتی فیلم جالبی تماشا کرد». روزنامه پست تهران. وبگاه انقلاب اسلامی. ۲۹ مرداد ۱۳۴۱. ص. ۶. بایگانی‌شده از روی نسخه اصلی در ۳ آوریل ۲۰۱۸.
21. ↑  بهرازنیا، محمود (مرداد ۱۳۹۴). «پرندگان آلفرد هیچکاک و کبوترهای رادیو سیتی». چاپار. ص. ۵۰–۵۱. بایگانی‌شده از روی نسخه اصلی در ۲۲ دسامبر ۲۰۱۵.
22. ↑  کاشفی، سعید (۱۴ اسفند ۱۳۸۸). «ضد خاطرات ـ ۱». برش‌های کوتاه. بایگانی‌شده از اصلی در ۱۵ فروردین ۱۳۹۷. دریافت‌شده در ۱۵ اسفند ۱۳۹۶.
23. ↑  عبداللهی، بهمن (۲۰ شهریور ۱۳۹۳). «کارخانه رویاسازی سینماتوگراف». ایران. مگ‌ایران. ص. ۸.
24. ↑  نبوی، ابراهیم (۲۰۱۶). کلک خیال‌انگیز: زندگی نورالدین زرین‌کلک. برنتفورد: اچ اند اس مدیا. صص. ۲۸۹. شابک ۹۷۸-۱-۷۸۰۸۳-۶۰۴-۱. دریافت‌شده در ۲۶ مارس ۲۰۱۸.
25. ↑  «گفتگویی متفاوت و مفصل با «فریدون جیرانی» دربارهٔ سینمای ایران». آینه. ۱۳ آذر ۱۳۹۶. بایگانی‌شده از اصلی در ۱۵ فروردین ۱۳۹۷. دریافت‌شده در ۱۵ اسفند ۱۳۹۶.
26. ↑  ««سینماهای من» محمد رحمانیان در پردیس سینمایی چارسو». خبرگزاری فارس. ۱۹ اردیبهشت ۱۳۹۴. بایگانی‌شده از اصلی در ۱۵ فروردین ۱۳۹۷. دریافت‌شده در ۱۵ اسفند ۱۳۹۶.
27. ↑  «ساخت «لاک‌پشتی» و تخریب «خرگوشی» سالن‌های سینما». ایلنا. ۶ دی ۱۳۹۳. بایگانی‌شده از روی نسخه اصلی در ۳ آوریل ۲۰۱۸. دریافت‌شده در ۱۵ اسفند ۱۳۹۶.
28. ↑  «پای صحبت‌های جهانگیر الماسی». همشهری آنلاین. ۸ خرداد ۱۳۸۴. بایگانی‌شده از اصلی در ۱۵ فروردین ۱۳۹۷. دریافت‌شده در ۱۵ اسفند ۱۳۹۶.
29. ↑  «فهرست نمایشنامه‌های اجراشده در گیلان». بایگانی‌شده از روی نسخه اصلی در ۴ آوریل ۲۰۱۸. دریافت‌شده در ۶ مارس ۲۰۱۸.
30. ↑  «رشت وقتی قرمز بود / حالا که پرسپولیس غریب است». جام نیوز. ۷ آبان ۱۳۹۰. بایگانی‌شده از اصلی در ۱۵ فروردین ۱۳۹۷. دریافت‌شده در ۱۵ اسفند ۱۳۹۶.
31. ↑  «سینماهایی بی اکران در تاریخ گیلان». ایرنا. ۲۰ شهریور ۱۳۹۶. بایگانی‌شده از اصلی در ۱۵ فروردین ۱۳۹۷. دریافت‌شده در ۱۵ اسفند ۱۳۹۶.
32. ↑  «روایتی از مخروبه‌های خاطرات مردم رشت در روز ملی سینما». کیهان لندن. ۱۳ سپتامبر ۲۰۱۷. بایگانی‌شده از روی نسخه اصلی در ۴ آوریل ۲۰۱۸. دریافت‌شده در ۶ مارس ۲۰۱۸.
33. ↑  «ارگ فروریخته سینماهای مشهد». شهرآرا آنلاین. ۱۲ تیر ۱۳۹۶. بایگانی‌شده از اصلی در ۱۵ فروردین ۱۳۹۷. دریافت‌شده در ۱۵ اسفند ۱۳۹۶.
34. ↑  صفائی، اشکذری (۲۶ شهریور ۱۳۹۲). «سینما در چند نما» (PDF). شهرآرا محله. ص. ۵. بایگانی‌شده از اصلی (PDF) در ۲۰ ژانویه ۲۰۱۸.
35. ↑  «تاریخ سینما در مشهد». شبکه اینترنتی نگاه. ۱۴ تیر ۱۳۹۱. بایگانی‌شده از اصلی در ۲۱ ژانویه ۲۰۱۸. دریافت‌شده در ۱۵ ژوئن ۲۰۱۵.
36. ↑  عبداللهی (۲۴ آبان ۱۳۹۴). «مشهد ۲۵۰ هزار نفری، ۲۰ سینما مشهد ۳ میلیون نفری، فقط ۵ سینما». روزنامهٔ خراسان رضوی. ص. ۸.
37. ↑  حسنی‌نسب، نیما (۱۹ تیر ۱۳۹۴). «سینِمابازی با ترانه». موسیقی ما. بایگانی‌شده از اصلی در ۱۵ فروردین ۱۳۹۷. دریافت‌شده در ۶ مارس ۲۰۱۸.
38. ↑  سپانلو، محمد علی. منظومهٔ تهران. تهران: فرهنگ معاصر، ۱۳۸۴. ۵۷. به نقل از «محمد علی سپانلو - رادیوسیتی بایگانی‌شده  در ۷ مارس ۲۰۱۸ توسط Wayback Machine». نقشه ادبی ایران. بازبینی‌شده در ۳ آوریل ۲۰۱۸.
39. ↑  «رحمانیان نمایش اپیزودیک تازه‌ای را به روی صحنه می‌برد/ اجرای «سینماهای من» از خردادماه». خبرآنلاین. ۱۹ اردیبهشت ۱۳۹۴. بایگانی‌شده از اصلی در ۱۵ فروردین ۱۳۹۷. دریافت‌شده در ۱۵ اسفند ۱۳۹۶.
40. ↑  «سینما و تاریخ سیاسی اجتماعی ایران بررسی می‌شود». ایلنا. ۱۹ اردیبهشت ۱۳۹۴. بایگانی‌شده از روی نسخه اصلی در ۴ آوریل ۲۰۱۸. دریافت‌شده در ۶ مارس ۲۰۱۸.
41. ↑  ««سینماهای من» تلفیق تئاتر و فیلم است/ نمایشی برای مخاطبان سینما». خبرگزاری مهر. ۱۹ اردیبهشت ۱۳۹۴. بایگانی‌شده از روی نسخه اصلی در ۴ آوریل ۲۰۱۸. دریافت‌شده در ۱۵ اسفند ۱۳۹۶.
42. ↑  «نمایشگاه "لایه‌های پنهان جنگ" در 40 کشور برگزار می‌شود». خبرگزاری مهر. ۲۷ اردیبهشت ۱۳۸۸. بایگانی‌شده از روی نسخه اصلی در ۴ آوریل ۲۰۱۸. دریافت‌شده در ۱۵ اسفند ۱۳۹۶.

### انگلیسی
1. ↑  Shirazi, M.R. (2018). Contemporary Architecture and Urbanism in Iran: Tradition, Modernity, and the Production of 'Space-in-Between'. The Urban Book Series (به انگلیسی). Cham, Switzerland: Springer International Publishing. p. 153. Retrieved 27 March 2018.
2. ↑  Marefat, Mina (5 June 2013). "GĪĀʾĪ, ḤAYDAR". Encyclopædia Iranica (به انگلیسی). Archived from the original on 17 May 2018. Retrieved 27 March 2018.
3. ↑  Krefft, Bryan. "Cinema Radio City". Cinema Treasures (به انگلیسی). Archived from the original on 2 October 2015. Retrieved 27 March 2018.
4. ↑  "Brigitte Bardot". Encyclopedia Britannica (به انگلیسی). 7 October 2011. Archived from the original on 27 March 2018. Retrieved 27 March 2018.
5. ↑  Jāhid, P. (2012). Directory of World Cinema: Iran. Directory of world cinema (به انگلیسی). Bristol: Intellect. p. 58. Retrieved 27 March 2018.
6. ↑  Rapold, Nicolas (18 January 2018). "Not From Here, Are You?". The New York Times (به انگلیسی). Archived from the original on 27 March 2018. Retrieved 27 March 2018.
7. ↑  Abrahamian, E. (1989). Radical Islam: The Iranian Mojahedin. Society and culture in the modern Middle East (به انگلیسی). London: I.B.Tauris. p. 141. Retrieved 27 March 2018.
8. ↑  Naficy, H. (2012). A Social History of Iranian Cinema, Volume 3: The Islamicate Period, 1978-1984. A Social History of Iranian Cinema (به انگلیسی). Durham, North Carolina: Duke University Press. p. 70. Retrieved 27 March 2018.